# Колумбийско плато
Колумбийското плато (на английски: Columbia Plateau) е лавово плато в Северноамериканските Кордилери. Разположено е в северозападната част на САЩ, в щатите Орегон (54%), Вашингтон (34%) и Айдахо (12%), между Каскадните планини на запад и Скалистите планини на изток. Дължината му от север на юг е около 550 km, ширината до 435 km, а площта – 16 800 km²
. Средната му надморска височина е между 700 и 1000 m, а максималната – връх Сакаджавия 2999 m, издигащ се в югоизточната му част, на територията на щата Орегон. В основата си платото е изградено от палеозойски и мезозойски кристалинни и седиментни скали, препокрити отгоре от миоценски и пиоценски базалти. Повърхността му е предимно плоска или хълмиста, покрита с льосови наслаги, а на север – с морени. Цялото плато е ълбоко разчленено от каньоните на реките Колумбия, Снейк и други с дълбочина до 900 m (на река Колумбия) и 1500 m (на река Снейк). Има и множество сухи каньони, образували се през антропогена (най-голям – Гранд Кули. Теченията на реките изобилстват от прагове и водопади, на които са изградени мощни ВЕЦ. Голяма част от Колумбийското плато е заето от тевисти степи, които в голямата си част са земеделски усвоени, като основната култура е пшеницата.